# ポーシャ (衛星)
ポーシャまたはポーシァ (Uranus XII Portia) は、天王星の第12衛星である。

## 発見と命名
ポーシャは、1986年1月3日にボイジャー2号が撮影した画像の中から、ボイジャーの画像解析チームによって発見された。発見は同年1月16日に国際天文学連合のサーキュラーで公表され、S/1986 U 1 という仮符号が与えられた。
その後1988年6月8日に、シェイクスピアの戯曲『ジュリアス・シーザー』に登場するブルータスの妻の名ポーシャに因んで命名された。ただしNASAのウェブサイトでは、同じくシェイクスピアの戯曲である『ヴェニスの商人』のヒロインであるポーシャが由来であるとしている。また、命名と同時に Uranus XII という確定番号が与えられた。

## 特徴
ボイジャー2号が撮影した画像の中では、ポーシャは長軸を天王星の方へ向けた細長い物体として写っていた。ポーシャの長軸と短軸の比率は 0.8 ± 0.1 と非常に細長い形状をしていることが分かっている。また、表面は灰色である。ハッブル宇宙望遠鏡と大型の地上望遠鏡を用いた観測では、ポーシャのスペクトル中に水氷の存在を示す特徴が発見されている。
ポーシャは、測光的特徴や軌道要素がよく似たビアンカ、クレシダ、デズデモーナ、ジュリエット、ロザリンド、キューピッド、ベリンダ、ペルディータとともに、ポーシャ群を形成している。平均直径はおよそ 135 km であり、ポーシャ群の衛星の中では最も大きい。また内側の小さい衛星群の中ではパックに次ぐ大きさである。
ポーシャの軌道は天王星の静止軌道よりも内側にあるため、潮汐力によってゆっくりと減衰している。ポーシャはやがて砕けて天王星の環となるか、天王星に突入してしまうものと考えられている。